# Spretkvastgräs
Spretkvastgräs (Chloris radiata) är en gräsart som först beskrevs av Carl von Linné, och fick sitt nu gällande namn av Olof Swartz. Spretkvastgräs ingår i släktet kvastgrässläktet, och familjen gräs. Inga underarter finns listade i Catalogue of Life.

## Bildgalleri

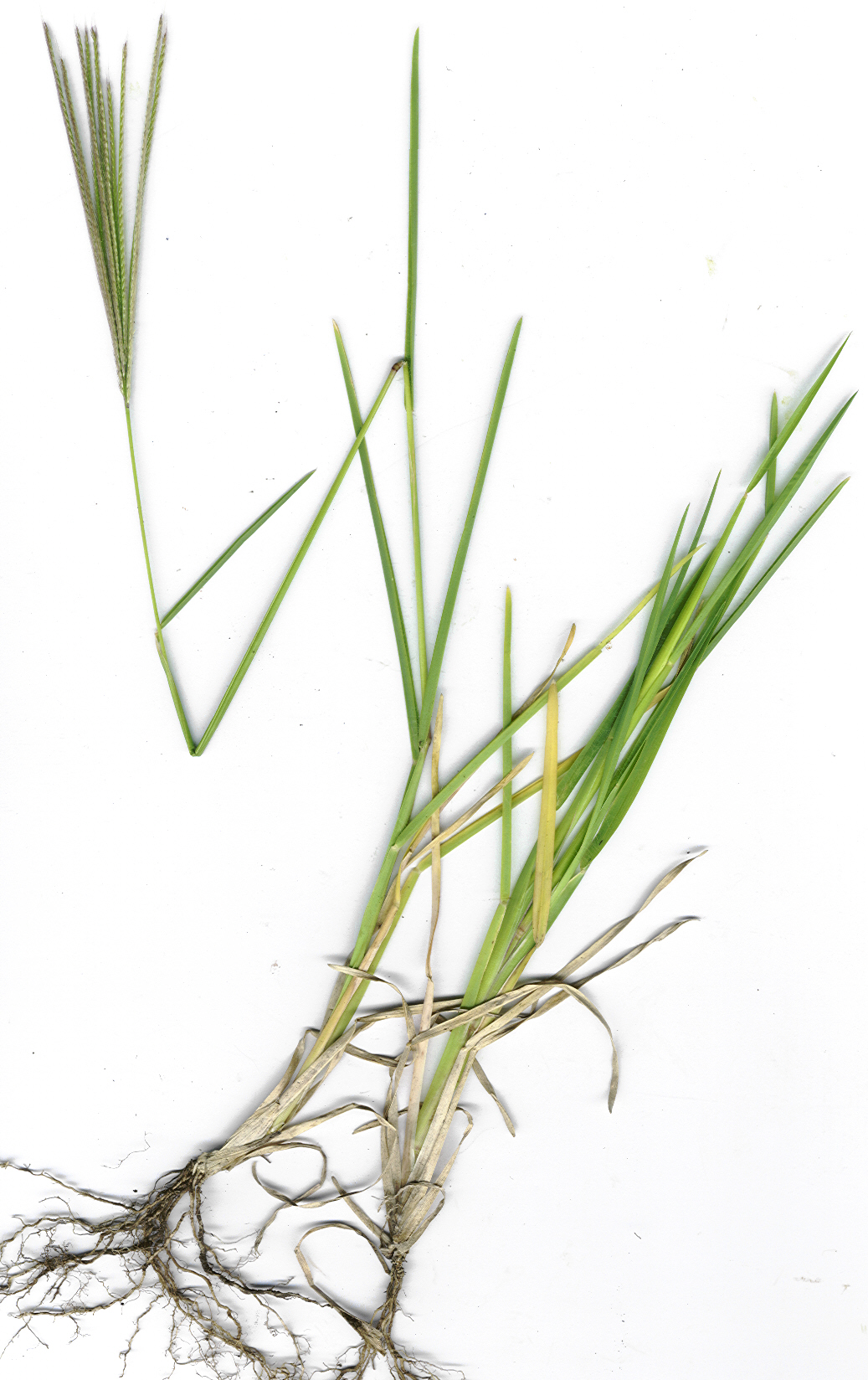
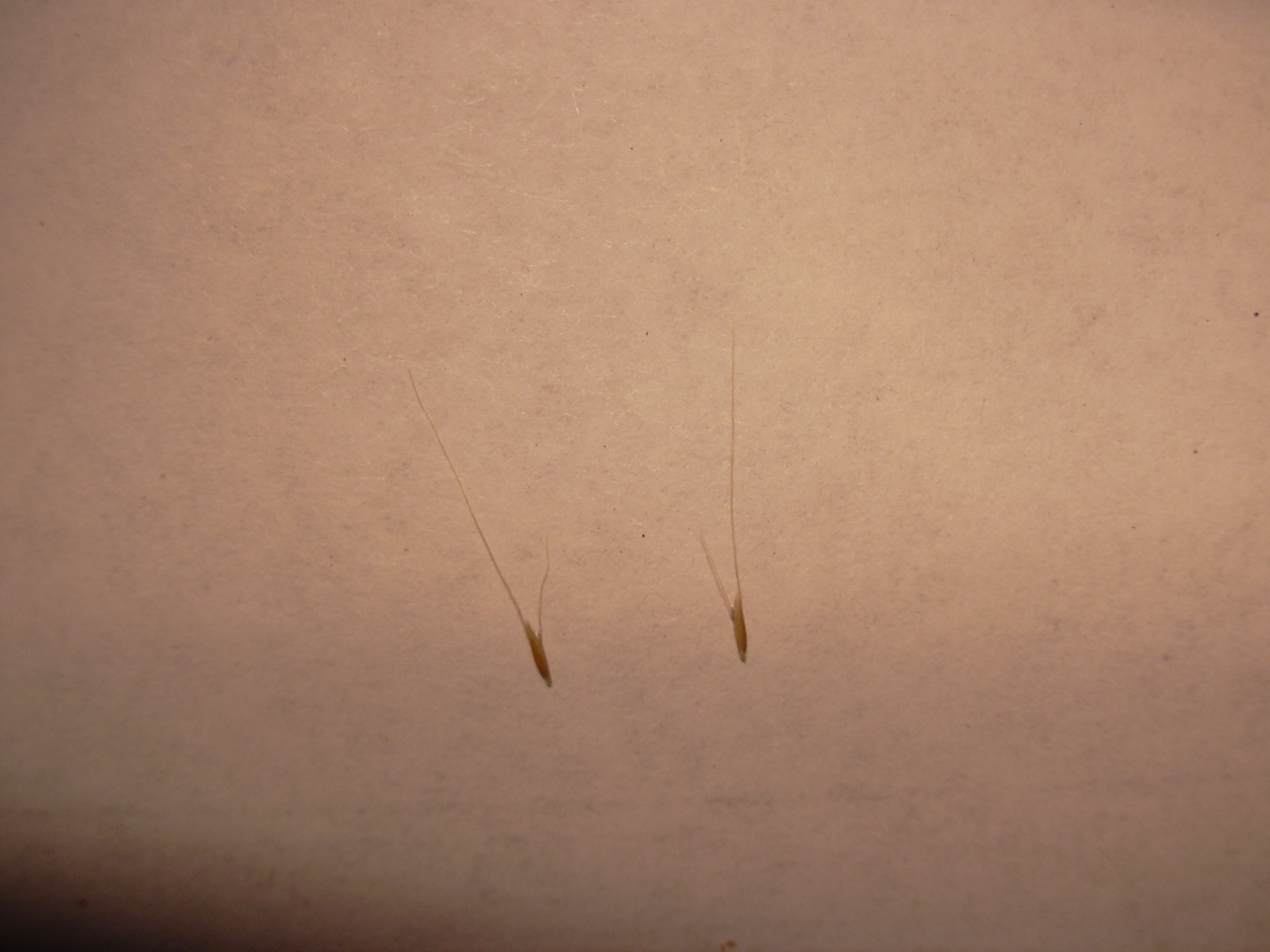
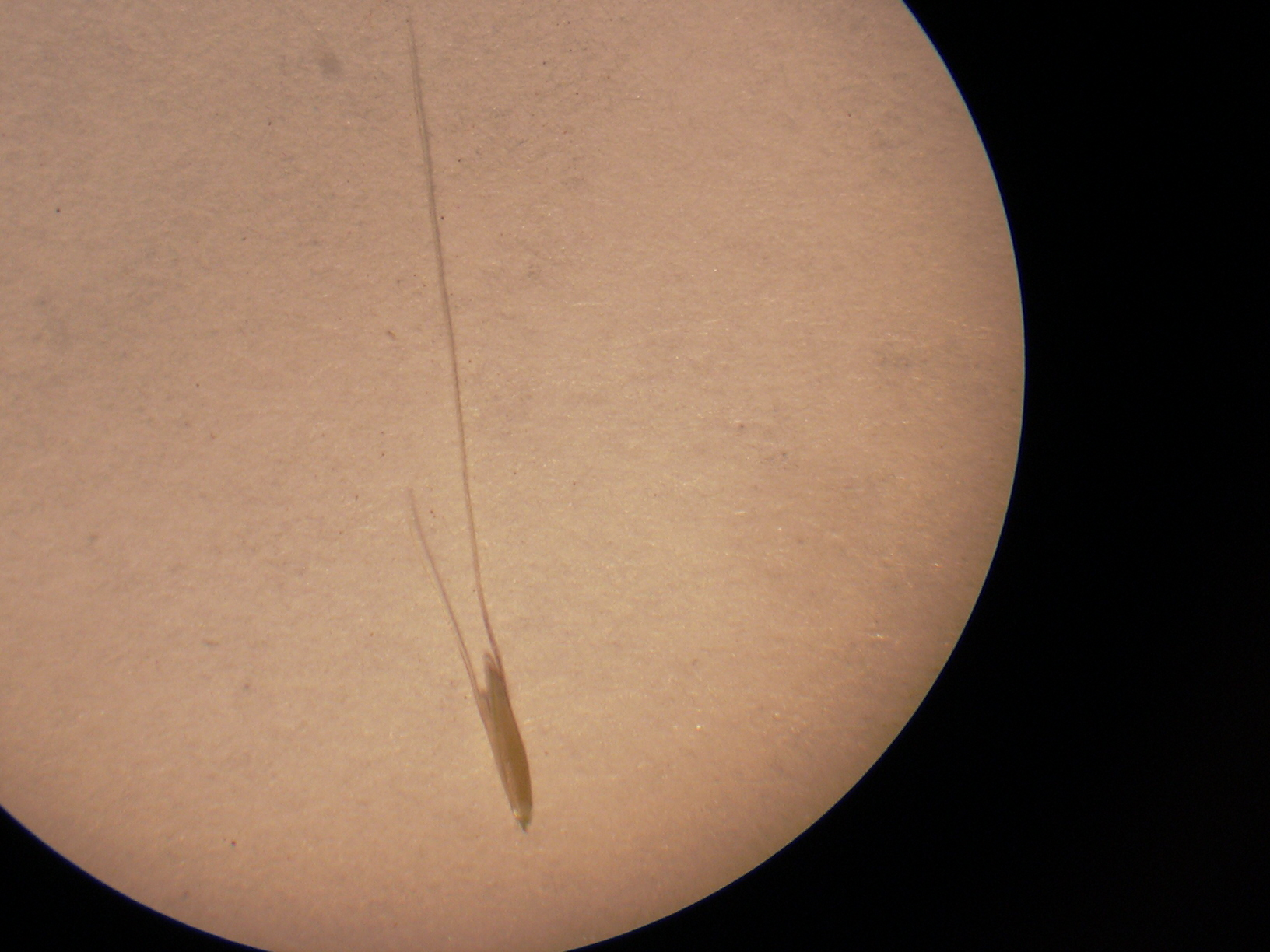
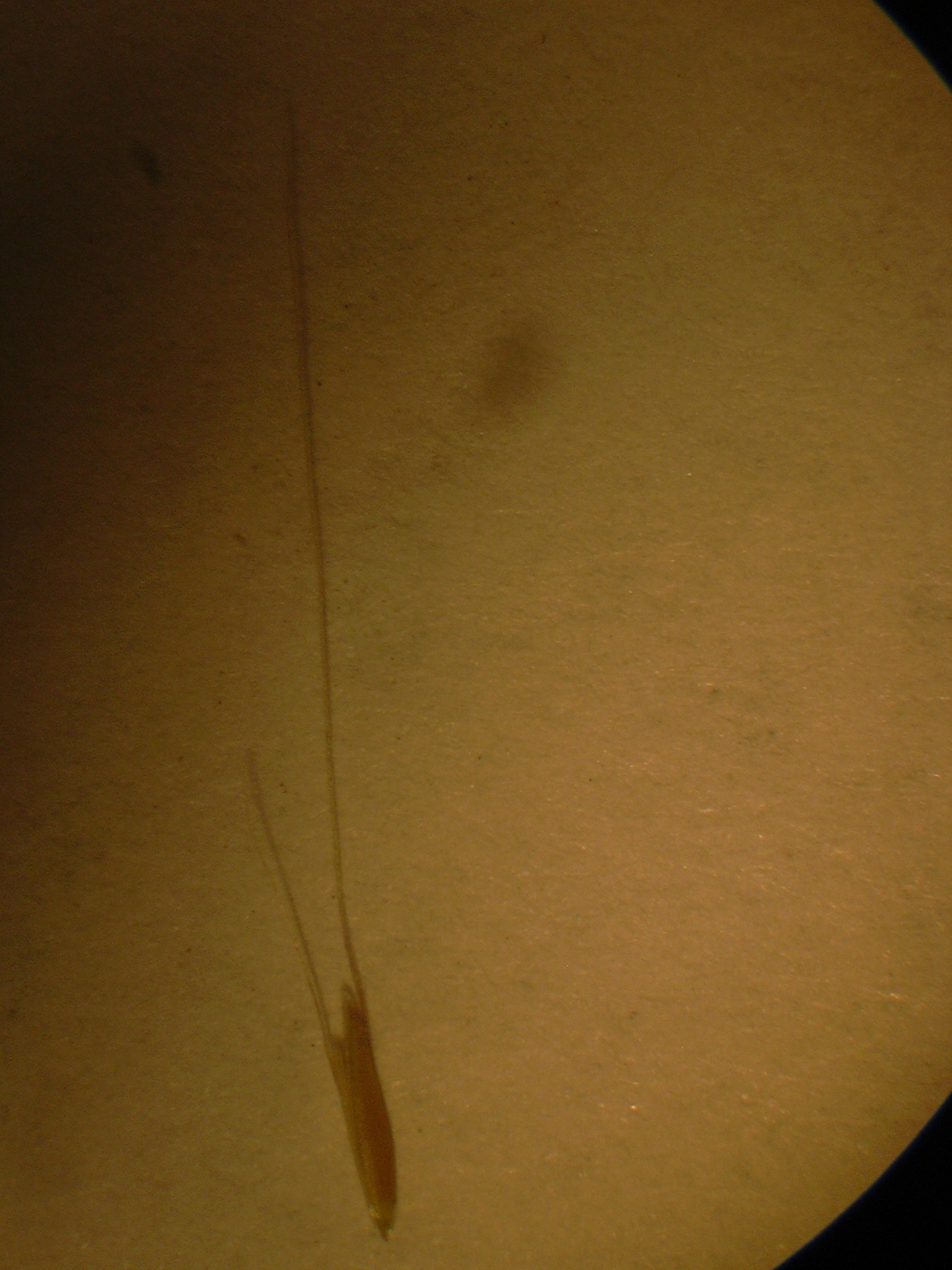